# Шельфовий льодовик Беллінсгаузена
Шельфовий льодовик Беллінсгаузена — це шельфовий льодовик, розташований у східній Антарктиці. Знаходиться на східній частині берега Принцеси Марти. Врізається в Південний океан вузькою смугою вглиб майже на 100 км (дані 1960-тих років).
Час від часу, в міру зсунення в морські води, льодовик Беллінсгаузена обламується на кінці. У південній частині межує з шельфовим льодовиком Фімбулісен.
Названий на честь російського мореплавця, одного із першовідкривачів Антарктиди Фадея Фадейовича Беллінсгаузена, який саме тут 16 (28) січня 1820 року вперше в історії наблизився до шельфових льодовиків Антарктиди під час першої російської антарктичної експедиції.